# Gheorghe Doja
Gheorghe Doja (Hongaars: Lukafalva) is een comună in het district Mureș, Transsylvanië, Roemenië. De gemeente is gelegen in het Szeklerland, een etnografisch Hongaarstalige regio.
De gemeente is opgebouwd uit vijf dorpen, namelijk:
- Gheorghe Doja (Hongaars: Lukafalva)
- Ilieni (Hongaars: Lukailencfalva)
- Leordeni (Hongaars: Lőrincfalva)
- Satu Nou (Hongaars: Teremiújfalu)
- Tirimia (Hongaars: Nagyteremi)

## Geschiedenis
Gheorghe Doja werd in 1409 het voor het eerst vermeld als Lucafalva. Gedurende haar bestaan kreeg het dorpje al vele militaire plunderingen en zware overstromingen te verduren. Na de splitsing van Oostenrijk-Hongarije in 1918/1920 werd het dorp een deel van Roemenië. Als een resultaat van de Tweede Scheidsrechterlijke Uitspraak van Wenen werd het tussen 1940 en 1945 een deel van Hongarije. In 1945 is het opnieuw een deel van Roemenië geworden.

## Demografie
De comună heeft een absolute Szeklers-Hongaarse meerderheid. In 1910 telde het zo'n 713 Hongaren. Volgens de volkstelling van 2011 had de comună zo'n 2.947 inwoners waarvan er 2.174 (73,8%) Hongaars waren.
Het hoofddorp Gheorghe Doja (Lukafalva) had in 2011 in totaal 543 inwoners waarvan er 471 etnische Hongaren waren. Het enige dorp waar de Hongaren niet in de meerderheid zijn is Tirimia; dat telt 874  inwoners, waarvan 242 Hongaren (28,3%).